# Сие Шууей
В това китайско име фамилията (Сие) стоит пред личното име.
Сие Шууей (на китайски: 謝淑薇; родена на 4 януари 1986 г. в Гаосюн) е тайванска професионална тенисистка.
На Уимбълдън 2013 Сие печели първата си титла на двойки жени от Големия шлем заедно с Шуай Пън. Така Сие става първата тайванка, печелила титла от Големия шлем.

## Лични данни
Сие е родена в семейството на Сие Целун и Хо Фомжу в Гаосюн, Тайван. Баща ѝ я въвлича в тениса, когато тя е на 5 години. По-малката ѝ сестра, Сие Шуин, е също професионална тенисистка. Като свои тенис идоли Сие определя Щефи Граф и Андре Агаси. Любимата ѝ настилка е твърдата, а любимият ѝ турнир е Ролан Гарос.

## Кариера

### Ранни години
През 2001 г. Сие прави впечатляващ първи сезон на тура. Едва на 15-годишна възраст тя печели всичките 5 ITF турнира, на които участва (както и 1 титла на двойки). В WTA тура тя постига още успехи, след като играе полуфинал в Бали (като квалификантка) и четвъртфинал в Патая (отново като квалификантка).
През 2002 г. печели още една ITF титла на двойки.
През 2003 г. триумфира с нова ITF титла на сингъл в Япония.
През 2004 г. печели 2 ITF трофея на двойки.
През 2005 г. Сие отпада в първи кръг на US Open 2005, докато във веригата на ITF тя триумфира с още 11 титли (4 на сингъл и 7 на двойки).

### 2006 – 2008
През 2006 г. Сие участва за първи път на Уимбълдън, но губи в първи кръг и на сингъл, и на двойки. Година по-късно тя отново играе на Уимбълдън и записва същия резултат – загуби в първи кръг на сингъл и двойки.
Шууей започва 2008 г. с три спечелени мача, които ѝ дават възможност да се класира за основната схема на Аустрелиън Оупън 2008. Там тя записва първата си победа в основна схема на турнир от Големия шлем, след като в първи кръг отстранява Клара Закопалова в три сета. В следващия мач тя побеждава поставената под No.19 Зибиле Бамер с 6 – 2, 6 – 0, а в трети кръг надиграва Араван Резаи. Следва загуба в осминафиналите от световната номер 1 Жустин Енен в два сета. В резултат на доброто си представяне, Сие влиза в топ 100 на света за първи път.
През март Сие играе в Индиън Уелс, където губи в първи кръг от Елена Веснина в три сета. Седмица по-късно тя участва в квалификациите в Маями, но отстъпва още в първия си двубой.
В края на месец април Сие печели ITF турнир в Инчхън, където е поставена под номер 1 в схемата.
През юни 2008 г. Сие участва за трети път на Уимбълдън. Този път преодолява първи кръг след успех над французойката Стефани Коен-Алоро с 6 – 3, 6 – 2. След това обаче е отстранена от 9-ата поставена Динара Сафина с 3 – 6, 2 – 6.

### 2009
През януари на Аустрелиън Оупън Сие отпада още в първи кръг, победена от сънародничката си Чан Юн-жан. На двойки тя си партнира с Шуай Пън и са поставени под номер 16. Те побеждават вторите поставени Анабел Медина Гаригес и Вирхиния Руано Паскуал в трети кръг и така стигат до четвъртфиналите, където отстъпват на евентуалните шампионки Серина Уилямс и Винъс Уилямс с 2 – 6, 6 – 4, 3 – 6. През останалата част от годината Сие печели 3 WTA титли на двойки, всичките с Пън – в Сидни, Рим и Пекин. Сие завършва годината под номер 9 на света в ранглистата на двойки.

### 2010 – 2011
През 2010 г. Сие участва само в един мач в основна схема на турнир от WTA. Това се случва на Гуанджоу Оупън 2010, където тя преминава квалифкациите, но отпада още в първи кръг.
На Уимбълдън 2011 тя стига до полуфиналите на смесени двойки, партнирайки си с австралиеца Пол Хенли. Заедно с Джън Дзие Сие печели титлата на двойки на Гуанджоу Интернешънъл Уименс Оупън 2011.
През 2011 г. Сие печели и 3 ITF титли на сингъл – в Милдура през февруари, Пекин през август и Сеул през октомври.

### 2012
През март 2012 г. Сие печели първата си WTA титла на сингъл на 26-годишна възраст, побеждавайки Петра Мартич на Малайзиън Оупън 2012. На Уимбълдън 2012 тя стига до трети кръг за първи път, където отстъпва на тогавашната номер 1 в света Мария Шарапова.
През септември Сие надиграва британката Лора Робсън с 6 – 3, 5 – 7, 6 – 4 във финала на Гуанджоу Интернешънъл Уименс Оупън 2012, което ѝ осигурява втора WTA титла на сингъл в кариерата.

### 2013
Сие започва сезона с Шънджън Оупън 2013. Тя губи във втори кръг от Аника Бек. След това отпада в първия си мач на Муриля Хобарт Интернешънъл 2013. На Аустрелиън Оупън 2013 Сие записва победа в първи кръг, но е отстранена във втори от Светлана Кузнецова. На двойки Сие и Пън отпадат в трети кръг, след като са надиграни от първите поставени Сара Ерани и Роберта Винчи.
Сие влиза в схемата на Патая Оупън 2013, но отстъпва на Марина Еракович в първи кръг. Следват загуби във втори кръг на Катар Тотал Оупън 2013 и Дубай Тенис Чемпиъншипс 2013. На Малайзиън Оупън 2013 Сие защитава титлата си, но след победи над Куруми Нара и Джан Шуай, тя губи в четвъртфиналите от евентуалната Финалисткика Бетани Матек-Сандс с 5 – 7, 2 – 6. Следват загуби във втори кръг на Бе Ен Пе Париба Оупън 2013 и Сони Оупън Тенис 2013.
На турнира Интернационали БНЛ д'Италия 2013 заедно с Пън, Сие печели 10-ата си WTA титла на двойки. На Ролан Гарос 2013 Сие отстъпва в първия си двубой на евентуалната Финалисткика и номер 2 в света Мария Шарапова.
На Уимбълдън 2013 Сие отпада във втори кръг на сингъл, докато на двойки печели трофея заедно с Пън. Така Сие става първата тайванка, печелила титла от Големия шлем от какъвто и да е било вид.
През август на турнира Уестърн енд Съдърн Оупън 2013 двойката Сие и Пън отново печелят титла, отстранявайки Анна-Лена Грьонефелд и Квета Пешке с 2 – 6, 6 – 3, [12 – 10]. В последния турнир от Големия шлем за годината US Open 2013 Сие побеждава 31-вата поставена Клара Закопалова, но след това е надиграна от квалификантката Камила Джорджи. При двойките Пън и Сие отпадат в четвъртфиналите.
През септември Сие защитава титлата си на сингъл на Гуанджоу Интернешънъл Уименс Оупън 2013, но е спряна от евентуалната шампионка Джан Шуай във втори кръг; заедно с Пън на двойки печелят 4-тата си титла за годината, след успех срещу Ваня Кинг и Галина Воскобоева във финала. Следва участие в Торай Пан Пасифик Оупън 2013, където на сингъл Сие отпада в първи кръг, а на двойки заедно с Пън стигат до полуфиналите – там отстъпват на евентуалните шампионки Кара Блек и Саня Мирза.

## Финали на турнири отWTA Тур

### Сингъл: 2 (2 – 0)
| Легенда                              |
| ------------------------------------ |
| Турнири от Големия шлем (0 – 0)      |
| Шампионат на WTA Тур (0 – 0)         |
| Задължителни Висши & Висши 5 (0 – 0) |
| Висши (0 – 0)                        |
| Международни (2 – 0)                 |

| Финали по настилка |
| ------------------ |
| Твърда (2 – 0)     |
| Трева (0 – 0)      |
| Клей (0 – 0)       |
| Мокет (0 – 0)      |

| Изход     | No. | Дата              | Турнир                                              | Настилка | Опонент      | Резултат                 |
| --------- | --- | ----------------- | --------------------------------------------------- | -------- | ------------ | ------------------------ |
| Шампионка | 1.  | 4 март 2012       | Малайзиън Оупън, Куала Лумпур, Малайзия             | Твърда   | Петра Мартич | 2 – 6, 7 – 5, 4 – 1 Ret. |
| Шампионка | 1.  | 22 септември 2012 | Гуанджоу Интернешънъл Уименс Оупън, Гуанджоу, Китай | Твърда   | Лора Робсън  | 6 – 3, 5 – 7, 6 – 4      |

### Двойки: 22 (17 – 5)
| Легенда                              |
| ------------------------------------ |
| Турнири от Големия шлем (2 – 0)      |
| Шампионат на WTA Тур (1 – 0)         |
| Задължителни Висши & Висши 5 (6 – 0) |
| Висши (2 – 0)                        |
| Международни (6 – 5)                 |

| Финали по настилка |
| ------------------ |
| Твърда (12 – 5)    |
| Трева (2 – 0)      |
| Клей (3 – 0)       |
| Мокет (0 – 0)      |

| Изход      | No. | Дата              | Турнир                                              | Настилка   | Партньор         | Опоненти                           | Резултат                             |
| ---------- | --- | ----------------- | --------------------------------------------------- | ---------- | ---------------- | ---------------------------------- | ------------------------------------ |
| Финалистки | 1.  | 3 октомври 2004   | Хансол Корея Оупън, Сеул, Южна Корея                | Твърда     | Чуан Чия-Джун    | Чо Юн-Джон Чон Ми-Ра               | 3 – 6, 6 – 1, 5 – 7                  |
| Финалистки | 2.  | 6 януари 2007     | Ей Ес Би Класик, Оклънд, Нова Зеландия              | Твърда     | Шиха Уберой      | Жанет Хусарова Паола Суарес        | 0 – 6, 2 – 6                         |
| Финалистки | 3.  | 18 февруари 2007  | Бангалор Оупън, Бангалор, Индия                     | Твърда     | Алла Кудрявцева  | Чан Юн-жан Чуан Чия-Джун           | 7 – 6(7 – 4), 2 – 6, [9 – 11]        |
| Шампионки  | 1.  | 23 септември 2007 | Чайна Оупън, Пекин, Китай                           | Твърда     | Чуан Чия-Джун    | Хан Синюн Сюй Ифан                 | 7 – 6(7 – 2), 6 – 2                  |
| Шампионки  | 2.  | 30 септември 2007 | Хансол Корея Оупън, Сеул, Южна Корея                | Твърда     | Чуан Чия-Джун    | Елени Данилиду Ясмин Вьор          | 6 – 2, 6 – 2                         |
| Финалистки | 4.  | 10 февруари 2008  | Патая Оупън, Патая, Тайланд                         | Твърда     | Ваня Кинг        | Чан Юн-жан Чуан Чия-Джун           | 4 – 6, 3 – 6                         |
| Финалистки | 5.  | 17 август 2008    | Уестърн енд Съдърн Файненшъл Груп, Синсинати, САЩ   | Твърда     | Ярослава Шведова | Мария Кириленко Надя Петрова       | 3 – 6, 6 – 4, [8 – 10]               |
| Шампионки  | 3.  | 14 септември 2008 | Комънуелт Банк Тенис Класик, Бали, Индонезия        | Твърда     | Пън Шуай         | Марта Домаховска Надя Петрова      | 6 – 7(4 – 7), 7 – 6(7 – 3), [10 – 7] |
| Шампионки  | 4.  | 28 септември 2008 | Хансол Корея Оупън, Сеул, Южна Корея                | Твърда     | Чуан Чия-Джун    | Вера Душевина Мария Кириленко      | 6 – 3, 6 – 0                         |
| Шампионки  | 5.  | 16 януари 2009    | Медибанк Интернешънъл Сидни, Сидни, Австралия       | Твърда     | Пън Шуай         | Натали Деши Кейси Делакуа          | 6 – 0, 6 – 1                         |
| Шампионки  | 6.  | 9 май 2009        | Интернационали БНЛ д'Италия, Рим, Италия            | Клей       | Пън Шуай         | Даниела Хантухова Ай Сугияма       | 7 – 5, 7 – 6(7 – 5)                  |
| Шампионки  | 7.  | 11 октомври 2009  | Чайна Оупън, Пекин, Китай                           | Твърда     | Пън Шуай         | Алла Кудрявцева Екатерина Макарова | 6 – 3, 6 – 1                         |
| Шампионки  | 8.  | 24 септември 2011 | Гуанджоу Интернешънъл Уименс Оупън, Гуанджоу, Китай | Твърда     | Джън Сайсай      | Чан Чин-Вей Хан Синюн              | 6 – 2, 6 – 1                         |
| Шампионки  | 9.  | 18 юни 2012       | АЕГОН Класик, Бирмингам, Англия                     | Трева      | Тимеа Бабош      | Лизел Хубер Лиса Реймънд           | 7 – 5, 6 – 7(2 – 7), [10 – 8]        |
| Шампионки  | 10. | 19 май 2013       | Интернационали БНЛ д'Италия, Рим, Италия            | Клей       | Пън Шуай         | Сара Ерани Роберта Винчи           | 4 – 6, 6 – 3, [10 – 8]               |
| Шампионки  | 11. | 6 юли 2013        | Уимбълдън, Лондон, Великобритания                   | Трева      | Пън Шуай         | Ашли Барти Кейси Делакуа           | 7 – 6(7 – 1), 6 – 1                  |
| Шампионки  | 12. | 18 август 2013    | Уестърн енд Съдърн Оупън, Синсинати, САЩ            | Твърда     | Пън Шуай         | Анна-Лена Грьонефелд Квета Пешке   | 2 – 6, 6 – 3, [12 – 10]              |
| Шампионки  | 13. | 21 септември 2013 | Гуанджоу Интернешънъл Уименс Оупън, Гуанджоу, Китай | Твърда     | Пън Шуай         | Ваня Кинг Галина Воскобоева        | 6 – 3, 4 – 6, [12 – 10]              |
| Шампионки  | 14. | 27 октомври 2013  | Шампионат на WTA Тур, Истанбул, Турция              | Твърда (з) | Пън Шуай         | Екатерина Макарова Елена Веснина   | 6 – 4, 7 – 5                         |
| Шампионки  | 15. | 16 февруари 2014  | Катар Тотал Оупън, Доха, Катар                      | Твърда     | Пън Шуай         | Квета Пешке Катарина Среботник     | 6 – 4, 6 – 0                         |
| Шампионки  | 16. | 15 март 2014      | Бе Ен Пе Париба Оупън, Индиън Уелс, САЩ             | Твърда     | Пън Шуай         | Кара Блек Саня Мирза               | 7 – 6(7 – 5), 6 – 2                  |
| Шампионки  | 17. | 8 юни 2014        | Ролан Гарос, Париж, Франция                         | Клей       | Пън Шуай         | Сара Ерани Роберта Винчи           | 6 – 4, 6 – 1                         |